# Nagykálló
Nagykálló  este un oraș în districtul Nagykálló, județul Szabolcs-Szatmár-Bereg, Ungaria, având o populație de 9.707 locuitori (2011). 

## Demografie
Componența etnică a orașului Nagykálló
     Maghiari (93,88%)
     Romi (4,18%)
     Necunoscut (0,36%)
     Alții (1,58%)
Componența confesională a orașului Nagykálló
     Romano-catolici (23,22%)
     Reformați (19,52%)
     Greco-catolici (13,25%)
     Fără religie (8,22%)
     Luterani (1,15%)
     Necunoscută (33,93%)
     Alte religii (1,68%)
Conform recensământului din 2011, orașul Nagykálló avea 9.707 locuitori. Din punct de vedere etnic, majoritatea locuitorilor (93,88%) erau maghiari, cu o minoritate de romi (4,18%). Apartenența etnică nu este cunoscută în cazul a 0,36% din locuitori. Nu există o religie majoritară, locuitorii fiind romano-catolici (23,22%), reformați (19,52%), greco-catolici (13,25%), persoane fără religie (8,22%) și luterani (1,15%). Pentru 33,93% din locuitori nu este cunoscută apartenența confesională.